# Aboud Jumbe
Pour les articles homonymes, voir Jumbe.
Mwinyi Aboud Jumbe, né le 14 juin 1920 à Djouba (Soudan anglo-égyptien, actuellement Soudan du Sud) et mort le 14 août 2016 à Dar es Salam (Tanzanie),, est un homme politique zanzibarien.

## Biographie
Aboud Jumbe a été le deuxième président de Zanzibar, président du Conseil révolutionnaire (en), vice-président de l'Union et vice-président du Chama cha Mapinduzi (CCM).